# Gamasiphis flagelli
Gamasiphis flagelli är en spindeldjursart som beskrevs av Wolfgang Karg 1993. Gamasiphis flagelli ingår i släktet Gamasiphis och familjen Ologamasidae. Inga underarter finns listade i Catalogue of Life.